# Burgos-BH/2023
Deze pagina geeft een overzicht van de Burgos-BH-wielerploeg in 2023.

## Algemene gegevens
Teammanager: Julio Andres Izquierdo
Ploegleiders: Rubén Pérez, Alexis Gandia, Damien Garcia, David Cantera Asorey
Fietsmerk: BH

## Renners
| Naam                   | Geboortedatum | Nationaliteit | Ploeg 2022                      |
| ---------------------- | ------------- | ------------- | ------------------------------- |
| Clément Alleno         | 08-10-2000    | Frankrijk     | Dinan Sport Cycling             |
| Rodrigo Alvarez        | 24-08-1999    | Spanje        | -                               |
| Antonio Angulo         | 18-02-1992    | Spanje        | Euskaltel-Euskadi               |
| Mario Aparicio         | 23-04-2000    | Spanje        |                                 |
| Andrés Ardila **       | 02-06-1999    | Colombia      | UAE Team Emirates               |
| Cyril Barthe           | 14-02-1996    | Frankrijk     | B&B Hotels - KTM                |
| Jetse Bol              | 08-09-1989    | Nederland     |                                 |
| José Manuel Díaz       | 18-01-1995    | Spanje        |                                 |
| Jesús Ezquerra         | 30-11-1990    | Spanje        |                                 |
| Eric Antonio Fagúndez  | 19-08-1998    | Uruguay       | BAI - Sicasal - Petro de Luanda |
| Miguel Ángel Fernández | 21-03-1997    | Spanje        | Global 6 Cycling                |
| Alejandro Franco       | 26-09-2001    | Spanje        | Equipo Gomur                    |
| Ángel Fuentes          | 05-11-1996    | Spanje        |                                 |
| Victor Langellotti     | 07-06-1995    | Monaco        |                                 |
| Ángel Madrazo          | 30-06-1988    | Spanje        |                                 |
| Sebastián Mora*        | 19-02-1988    | Spanje        | Manuela Fundación Continental   |
| Daniel Navarro         | 18-07-1983    | Spanje        |                                 |
| Ander Okamika          | 02-04-1993    | Spanje        |                                 |
| Felipe Orts            | 01-04-1995    | Spanje        |                                 |
| Óscar Pelegrí          | 30-05-1994    | Spanje        |                                 |
| Manuel Peñalver        | 10-12-1998    | Spanje        |                                 |
| Pelayo Sanchez         | 27-03-2000    | Spanje        |                                 |

* vanaf 9/5
** tot 23/8

### Stagiairs
Per 1 augustus 2023
| Naam             | Geboortedatum | Nationaliteit | Vorige ploeg                     |
| ---------------- | ------------- | ------------- | -------------------------------- |
| David Delgado    | 13-07-2000    | Spanje        | Club Ciclista Padronés - Cortizo |
| Sinuhé Fernandez | 15-06-2000    | Spanje        | Club Ciclista Padronés - Cortizo |

### Vertrokken
| Naam                     | Geboortedatum | Nationaliteit | Ploeg 2023           |
| ------------------------ | ------------- | ------------- | -------------------- |
| Óscar Cabedo             | 12-11-1994    | Spanje        | Team Vorarlberg      |
| André Domingues          | 14-12-2001    | Portugal      | ?                    |
| Juan Antonio López-Cózar | 20-08-1994    | Spanje        | Gestopt              |
| Alex Molenaar            | 13-07-1999    | Nederland     | Electro Hiper Europa |
| Adrià Moreno             | 19-08-1991    | Spanje        | Gestopt              |
| Gabriel Muller           | 04-12-1985    | Frankrijk     | Global 6 Cycling     |
| Mihkel Räim              | 03-07-1993    | Estland       | ATT Investments      |
| Diego Rubio              | 13-06-1991    | Spanje        | ?                    |

## Overwinningen
| Nationale kampioenschappen wielrennen Uruguay - Individuele tijdrit: Eric Antonio Fagúndez La Tropicale Amissa Bongo 5e etappe: Miguel Ángel Fernández Ronde van Alentejo 3e etappe: Cyril Barthe Ronde van Asturië 3e etappe: Pelayo Sanchez Ronde van Cova da Beira 1e etappe a (TTT): *1) Ploegenklassement: *1) Trofeo Joaquim Agostinho 2e etappe: José Manuel Díaz Ronde van Castilië en León Bergklassement: Jetse Bol | Ronde van Turkije 6e etappe: Victor Langellotti |  |

*1) Ploeg Ronde van Cova da Beira: Angulo, Aparicio, Fagundez, Navarro, Okamika, Pelegrí, Sanchez
Bingoal Pauwels Sauces WB · Bolton Equities Black Spoke · Burgos-BH · Caja Rural-Seguros RGA · EOLO-Kometa · Equipo Kern Pharma · Euskaltel-Euskadi · Green Project-Bardiani-CSF-Faizanè  · Human Powered Health · Israel-Premier Tech · Lotto-Dstny · Q36.5 Pro Cycling Team · Team Corratec · Team Flanders-Baloise · Team Novo Nordisk · Team TotalEnergies · Tudor Pro Cycling Team · Uno-X Pro Cycling Team
2006 · 2007 · 2008 · 2009 · 2010 · 2011 · 2012 · 2013 · 2014· 2015· 2016· 2017· 2018· 2019· 2020· 2021 · 2022 · 2023 · 2024 · 2025